# Theater (Anzin)

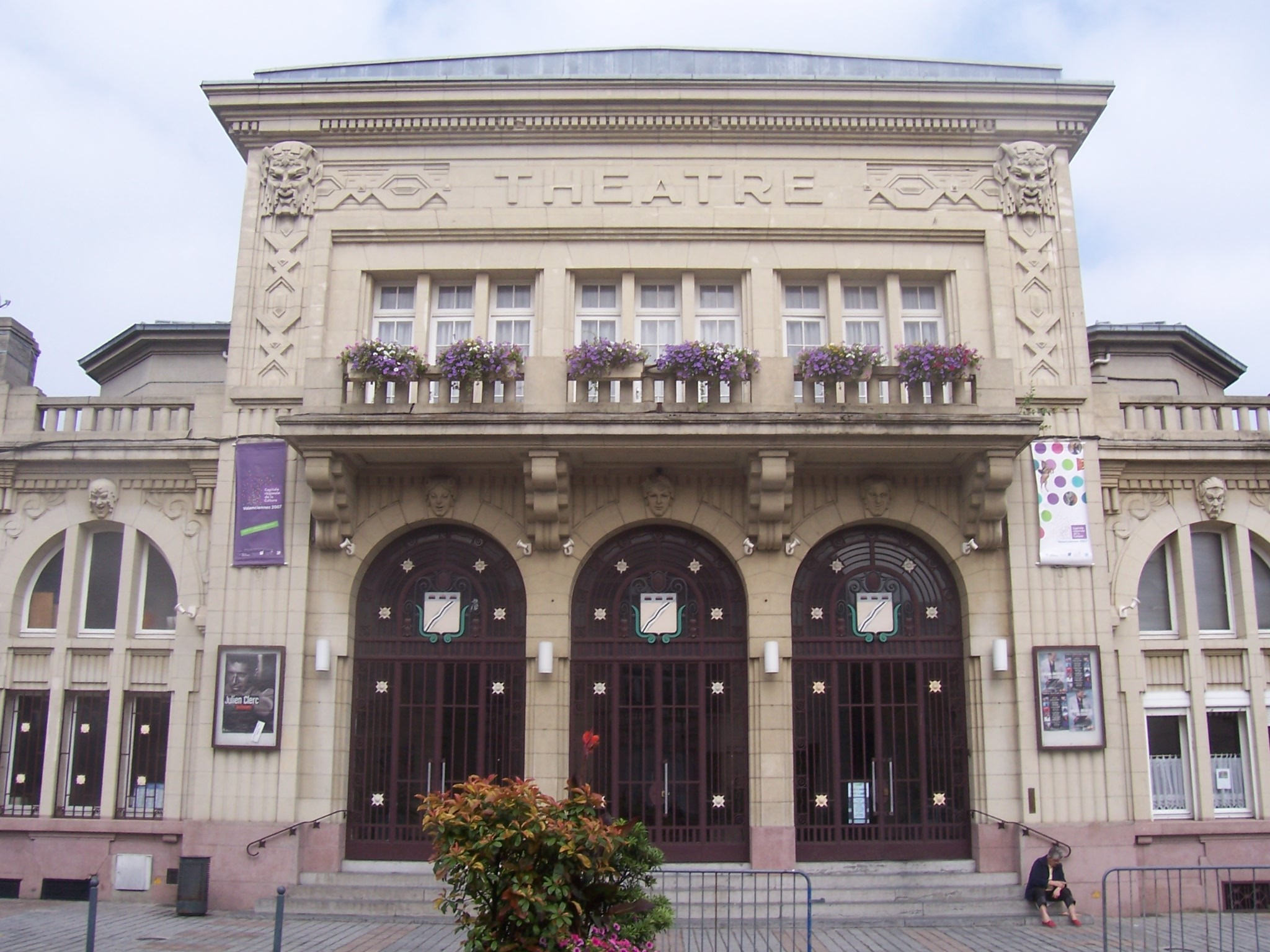
Theater in Anzin

Das Theater in Anzin, einer französischen Stadt im Département Nord in der Region Hauts-de-France, wurde 1934 eröffnet. Das Theater steht an der Avenue Anatole-France Nr. 189.
Der repräsentative Bau wurde von 1932 bis 1934 nach Plänen des Architekten Joseph Foyer errichtet. Er zeugt von der wirtschaftlichen Blüte der Gemeinde in der ersten Hälfte des 20. Jahrhunderts. Das Innere ist mit Fresken des Malers Lucien Jonas (1880–1947) geschmückt.
Mit seinen 1500 Plätzen gehört das Theater von Anzin zu den größten der Region.